# Henri Spade
Pour les articles homonymes, voir Spade.
Henri Spade, de son vrai nom Henri Spada, né le 16 juillet 1921 à Paris et mort dans la même ville le 12 novembre 2008, est un journaliste, réalisateur, producteur français.

## Biographie
Après des études universitaires de lettres et de droit dans les facultés de Paris, puis de Strasbourg, il rejoint par l’Espagne, pendant la guerre, les Forces françaises libres. À son retour en France en 1945, il débute dans le journalisme et à la télévision, pour laquelle il écrit, produit ou met en scène des centaines d'émissions dans des genres aussi divers que la variété, l'opérette et l'opéra, les documentaires, les dramatiques ou les feuilletons. Henri Spade était marié à Michèle Stouvenot. Il meurt le 12 novembre 2008 à l’âge de 87 ans dans le 15e arrondissement de Paris.

## L’homme de télévision
Henri Spade entre à la Radiodiffusion-télévision française (RTF) comme producteur en 1945, puis devient réalisateur. 
Il crée le 24 novembre 1952, avec Jean Nohain, La Joie de vivre. Cette émission publique radiotélévisée, animée par Jacqueline Joubert, a totalisé plus de 200 numéros entre 1952 et 1960. Elle fut l’un des premiers grands rendez-vous de variétés populaires et recevait les chanteurs, comédiens et artistes de l'époque : Édith Piaf, Yves Montand, Gérard Philipe, Elvire Popesco, Serge Reggiani, Jean Yanne, Danielle Darrieux, Henri Decoin, Robert Lamoureux, Gina Lollobrigida, Serge Lifar, Marcel Marceau, Pierre-Jean Vaillard, Jeanine Micheau, Gilbert Bécaud, Pierre Tchernia, Jacqueline François, Roger Pierre et Jean-Marc Thibault, entre autres. L'émission s'est arrêtée en mai 1960. Elle était transmise en différé du cinéma-music-hall de l’Alhambra. C’est également cette année-là qu’il produit Grand orchestre avec Robert Chazal, avec l'accompagnement des musiciens d’Hubert Rostaing. Cette émission sera télévisée pour la première fois en avril, tout en continuant à être radiodiffusée. 
Il produit des dramatiques lyriques télévisées comme La Damnation de Faust ou Carmen, des dramatiques tirées de biographies historiques (La Misère et la gloire d'Alexandre Dumas), des feuilletons comme La Princesse du rail (1967), 26 épisodes, avec Muriel Baptiste, qu’il réalise en Auvergne en 1966 et qui est diffusée sur la première chaîne de l’ORTF en février 1967. Mais il produit aussi des formats courts comme Les amours de la Belle Epoque, diffusé avant le journal de 13h00 en 1979. Il réalise même des téléfilms comme Vincent Scotto en 1962 et Pierrot des alouettes en 1964.
À partir de 1971, il fait partie des quelques créateurs appelés à participer à la direction de la production télévisée. C’est durant cette année qu’il est chargé d'enseignement complémentaire à l'université de Paris-Sorbonne IV dont il dirige les stages audiovisuels. En 1972, il devient le directeur adjoint de l'ORTF chargé de la production vidéo-mobile, puis directeur-producteur à la Société française de production qu'il quittera en 1988.

## Livres
Henri Spade publie son premier roman en 1958 : Le Premier Matin (Le Seuil). À partir de 1968, ses romans sont disponibles aux éditions France-Empire. 
Il écrit également L’album de famille de la télévision française : 1950 – 1959 (1978). Henri Spade était un passionné de la montagne, qui tient une grande place dans un certain nombre de ses romans ; dont deux ont été portés à la télévision : La Berthe et La Grimpe.

## Chansons
Henri Spade fut également parolier, écrivant notamment avec Francis Lemarque la chanson Patins à roulettes (Au Bois de Boulogne) pour Henri Decker, en 1951.

## Filmographie
- 1964 : Pierrots des Alouettes, comédie musicale (réalisateur et scénariste)
- 1965 : La Misère et la gloire d'Alexandre Dumas (réalisateur)
- 1967 : La Princesse du rail - les 26 épisodes (réalisation avec Juliette Saint-Giniez)
- 1970 : Un crime de bon ton (réalisateur)